# Domarp
Domarp är en by i Köinge socken, Falkenbergs kommun. Bykärnan ligger utmed väg N 781. Inom byns gamla gränser ligger även mindre delar av såväl Björkasjö som Mjällsjön. Intill den sistnämnda sjön, helt nära gränsen till Varbergs kommun ligger delar av Mjällbjärs naturreservat som innehåller ett tjugotal rödlistade eller på annat sätt intressanta arter.

## Historia
Domarp var sedan den danska tiden ett helt skattehemman och är första gången omnämnt 1592  och jordeboksnamnet är Jeppe Olofsgård .
I domboken 1783 finns ett protokoll i vilket länsstyrelsen beordrar domstolen att yttra sig över en av ett antal åbor i Köinge socken begärd förmedling av deras hemman. Dessa är Domarp, Svenstorp, 4 hemman i Axtorna och Köinge #2 och #5. Häradsrätten konstaterade beträffande dessa hemman, att särskilt ängen var svårt besvärad av ljung och mossa. Åkern var något bättre och mer givande, men förmådde ändå inte att föda åbornas hushåll, utan de måste alla köpa säd. Marken var flerstädes bevuxen med gamla ekar som sög ut jorden utan att ge åborna någon förmån, därför att de ej hade rätt att använda träden till sin egen nytta. Deras fattigdom gjorde att den sökta förmedlingen var nödvändig. Annars kunde inte hemmanen bestå, utan kom att läggas öde .
När beståndet av husbehovskvarnar i Faurås härad inventerades 1785 uppgavs det att hemmanet Domarp hade en sådan kvarn och att den var ”urgammal”.
Laga skifte genomfördes 1829, vilket var bland de allra första i denna bygd. Ingen av de fyra gårdarna (som efter förmedlingen bestod av vardera 1/6 mantal) behövde flytta från den ursprungliga bytomten .

## Bebyggelsenamn
De ursprungliga gårdarna tycks inte ha haft några personliga namn, men de gamla torpen har haft bebyggelsenamn. Nedanstående förteckning gäller torp och backstugor som funnits fram till år 1900. För några händelser efter 1900 saknas idag (2011) sammanställda uppgifter.
- Kalvhagen (1846 – 1870). Ett torp.
- Lunden / Skolhuset (ca 1800 – 1853). Ett stuga som fungerade som skolhus.
- Skoghagen (1873 – cirka 1895). Ett torp.
- Stenholmen (1861 – 1892). En backstuga.
- Stenliden / Stenlidarna (cirka 1821 – ). Ett torp, friköpt under 1900-talet.
- Ålkistebacken (1860 – ). Ett torp, friköpt 1933.

### Fotnoter
1. ↑  Som källa för arealuppgiften har använts ”Beskrivning till [ekonomiska] kartan över Köinge, Okome och Svartrå socknar inom Faurås härad och Hallands län upprättad i Rikets Allmänna Kartverk år 1925”, vilket har sin förklaring dels i dess noggranna redogörelse för de då rådande förhållandena, dels för att fastighetsregleringar under senare år så radikalt har ritat om fastighetskartorna att ibland både byanamn raderats ut och historiska församlingsgränser flyttats. 1925 års beskrivning kan därför sägas utgöra den skriftliga källa som bäst speglar den (historiska) mantalssättning som rått sedan 1600-talets mitt och även det namnskick som (trots fastighetsregleringar) ännu råder på orten.
2. ↑  Ur Warbergs län jordebok 1592; Skatte guodtz, . . Oluff Joenssenn ÿ Dommerup. Vidare ur Mandtall och Wdschrifft aff Jordebogen - - - 1603; . . . Swend Ollsön i Dommerup. Ytterligare vidare ur Ekstraskattemandtaller 1638; Skattegaarde. . . Suening Olsenn i Dommerup . . .Inndister . . . Jeppe Olsenn i Dommerup.
3. ↑   Ur Jordeboken 1646; Jeppe Olsson i Donarph skattehemman 1 mtl. Vidare ur Hallands Landsbeskrifning 1729; Dommarp, 1 mtl Skatte, Swen Anders 1/4, Giötar Jönson 1/4, Johan Bengtson 1/4, Jöns Nillson 1/4
4. ↑  Förmedling var detsamma som sänkning av antalet mantal. Bönderna betalade skatt och vissa andra avgifter i proportion till antalet mantal. Till långt fram på 1800-talet var ängen väl så viktig som åkern. Ängen gav vinterfoder åt kreaturen, och det var de som gav den gödsel som var förutsättningen för spannmålsodlingen. Tillgången på vinterfoder var den faktor som satte gränsen för jordbrukets lönsamhet
5. ↑  Gårdsgenealogier finns gjorda för samtliga gårdar inom f.d. Okome pastorat av släktforskaren Ingemar Rosengren